# Zwei gegen die Bank

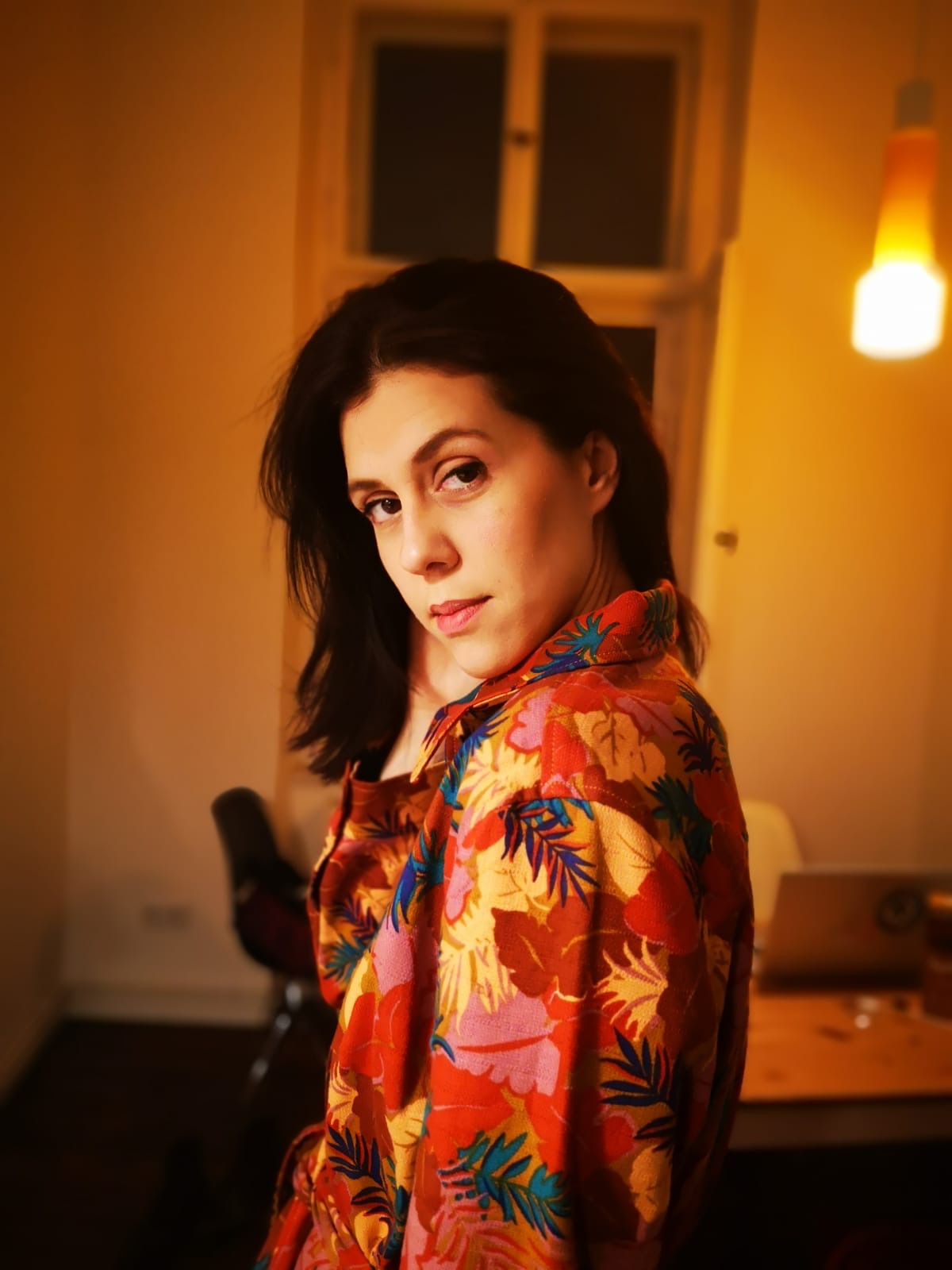
Daniela Golpashin spielt Maggy (Foto von 2020)

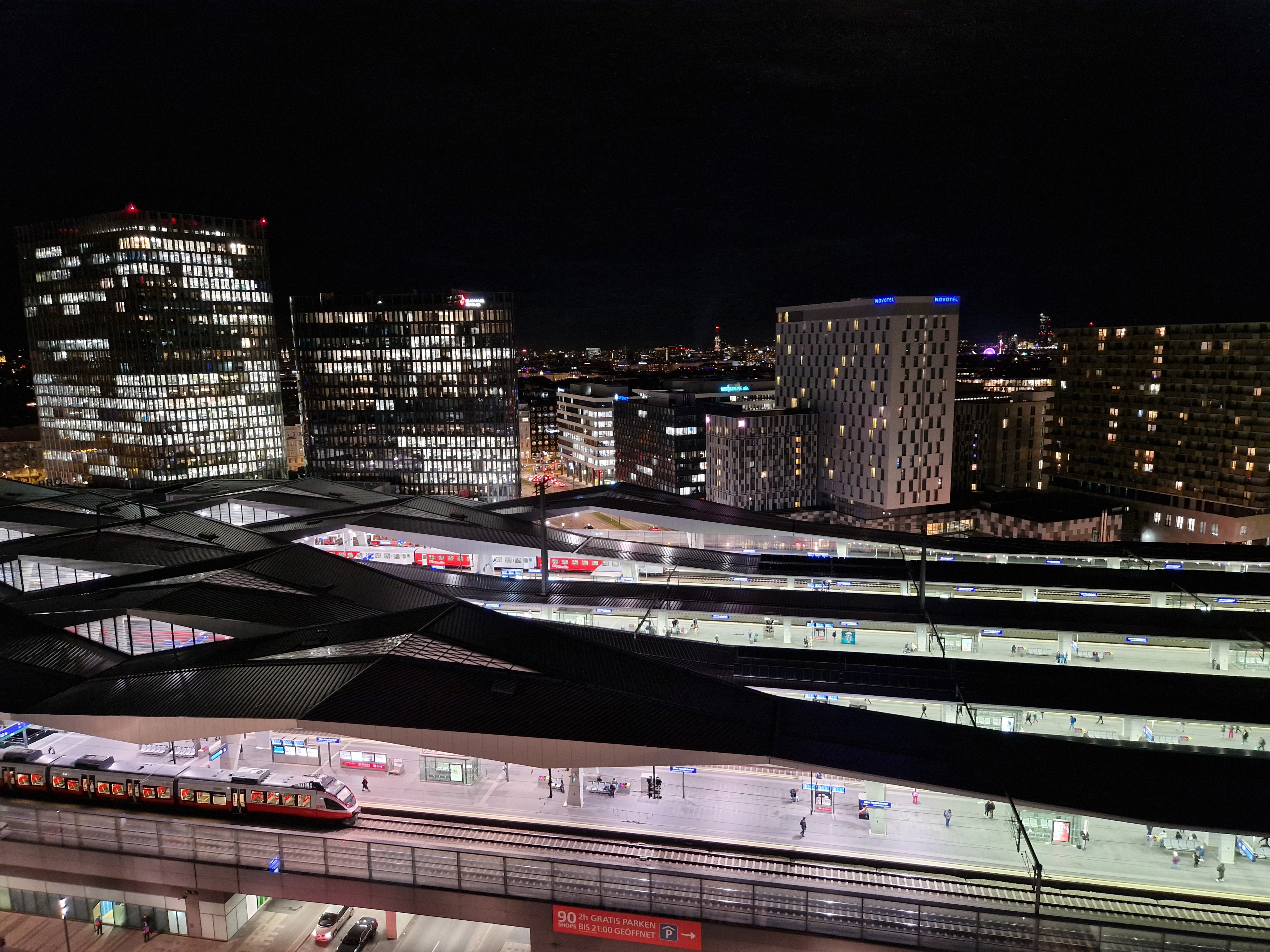
Juliette möchte Wien mit dem Nachtzug verlassen (Drehort: Wien Hauptbahnhof)

Zwei gegen die Bank ist ein österreichischer Fernsehfilm aus dem Jahr 2024 von Regisseurin Clara Stern nach einem Drehbuch von Dominic Oley mit Daniela Golpashin und Caroline Peters.

## Handlung
Die schwangere Maggy ist Taxifahrerin in Wien. Ihr Sohn Trystan liegt mit Keuchhusten im Krankenhaus, was für die alleinerziehende Frau mit zusätzlichen finanziellen Belastungen einhergeht. Sie nimmt eine Kundin auf, Juliette Koons, die einen schweren Koffer dabeihat und anfänglich relativ wortkarg ist. Maggy fährt sie zu einer Adresse, wo Juliette den Koffer in der Wohnung eines verstorbenen Freundes abstellt. Maggy weiß bereits über den mitgehörten Polizeifunk, dass ihre Mitfahrerin bei der Privatbank Wentenheimer & Söhne angestellt ist und vermisst wird. In der Hoffnung auf eine Belohnung für Informationen über Juliettes Verbleib meldet sich Maggy bei Juliettes Chefin Claudia Wentenheimer. Diese möchte den Diebstahl hoher Geldsummen vertuschen und heuert daher den früheren Polizisten Ari Brunner an, der Jagd auf die beiden Frauen machen soll.
Maggy fährt mit Juliette weiter zu einem Casino. Als Maggy auf der Rückfahrt einen Umweg fährt, wird Juliette misstrauisch. Maggy sagt ihr, dass sie ein paar Informationen weitergegeben habe, um Geld für die Behandlung ihres Sohnes zu erhalten. Juliette bietet ihr sofort mehr Geld an und verlangt, wegen des Koffers zu der Wohnung zurückzufahren. Da dort unerwarteterweise Licht brennt, soll Maggy den Koffer holen. Sie trifft in der Wohnung auf Brunner, der ihr den Ausgang verweigert. Mit dem Einsatz einer Elektroschockpistole, die Maggy wegen ihrer Arbeit mit sich führt, gelingt es ihr jedoch, mit dem Koffer zu entkommen und mit Juliette im Taxi Richtung Bahnhof aufzubrechen, wo Juliette einen Nachtzug nach Italien nehmen möchte.
Vom Bahnsteig aus sieht Juliette, dass Brunner – der den beiden auf einem Fahrrad gefolgt ist – Maggy in seine Gewalt gebracht hat. Juliette bringt ihm den Koffer, woraufhin Brunner mit beiden Frauen zur Bank fährt. Juliette berichtet, dass sie im Auftrag ihrer Chefin nach und nach mehrere Millionen Euro abgezweigt habe und später beschloss, das Geld stattdessen am Todestag des Freundes zu spenden. In der Bank verlangt Claudia Wentenheimer, dass Juliette die Bilanzen wieder zurechtbiege. In einem Überraschungsmoment können Maggy und Juliette aus der Bank fliehen. Wentenheimer stellt schließlich fest, dass in dem Koffer überhaupt kein Geld ist. Auf der Fahrt zum Bahnhof erzählt Juliette Maggy, dass sie den Koffer beim Einchecken am Bahnhof einfach mit einem ähnlichen vertauscht habe.
Die Frauen verabschieden sich am Bahnhof. Wenig später erhält Maggy, als sie im Krankenhaus bei ihrem Sohn ist, eine Textnachricht darüber, dass Juliette ihre Taxifahrt mit 5 Sternen bewertet hat.

## Veröffentlichung
Premiere war am 21. August 2024 im Rahmen des Filmfestivals Kitzbühel.
In der Arte-Mediathek wurde der Film am 23. August 2024 veröffentlicht, auf Arte wurde der Film am 30. August 2024 erstmals ausgestrahlt.
Die ORF-Erstausstrahlung erfolgte am 20. Jänner 2025.

## Produktion und Hintergrund
Die Dreharbeiten fanden vom 17. Jänner bis zum 10. Februar 2023 in Wien und Niederösterreich statt. Gedreht wurde unter anderem am Bahnhof Gänserndorf sowie in Wien-Hernals im Bereich Pezzlgasse und Gschwandnergasse.
Produziert wurde der Film von der österreichischen Gebhardt Productions (Produzenten Gregor Schmalix und Florian Gebhardt) im Auftrag von ORF und Arte.
Die Kamera führte Thomas Dirnhofer, die Musik schrieben Thomas Kathriner und Christoph Stock, die Montage verantwortete Matthias Writze. Das Kostümbild gestaltete Carola Pizzini, das Szenenbild Conrad Moritz Reinhardt, den Ton Benedikt Palier und die Maske Nora Conradi und Alexandra Knopp.
Der Film ist nach Breaking the Ice der zweite Langspielfilm von Clara Stern.

## Rezeption
Volker Bergmeister vergab auf tittelbach.tv vier von sechs Sternen. Die beiden Protagonistinnen lieferten sich pointierte Verbalgefechte, der Film sei eine gelungene, kurzweilige Mischung aus ereignisreichem Road-Movie und witzig-spritziger Gaunerkomödie mit zwei wunderbaren Schauspielerinnen.
Claudia Tieschky von der Süddeutschen Zeitung meinte: „Die österreichische Komödie „Zwei gegen die Bank“ mit Caroline Peters funktioniert wie das Kasperltheater und ist bei der Moralvermittlung genauso lustig [...] Das reduzierte Ensemble, angeführt von den tollen Schauspielerinnen Daniela Golpashin und Caroline Peters als Maggy und Juliette hat am Ende einen großen Vorteil. Alle haben Platz zum Spielen und dürfen ihn nutzen.“
tvspielfilm.de bezeichnete die Produktion als „flotte Taxifahrt ohne größeres Motorstottern“. Einen Preis für Pfiffigkeit werde das Drehbuch eher nicht gewinnen, dafür amüsierten die Wortgefechte zwischen den beiden Hauptdarstellerinnen.
Tilmann P. Gangloff schrieb auf evangelisch.de, dass der Film eine typische Durch die Nacht-Geschichte im Stil von Kopfüber in die Nacht oder Die Zeit nach Mitternacht (beide 1985) erzähle. Der ORF habe sich mit Der weiße Kobold (2023) an einer ähnlichen Konstellation versucht. Die Inszenierung entspreche zwar größtenteils dem gängigen TV-Niveau, aber Regisseurin Clara Stern streue immer wieder kleine originelle Einfälle ein.
filmdienst.de (3 von 5 Sternen) bezeichnete den Film als „kurzweilige österreichische Gaunerkomödie mit zahlreichen Wendungen, spritzigen Dialogen und ausgezeichneten Darstellern“. Einige bemühte Einfälle könne die Inszenierung mit Elan und Tempo wieder ausgleichen.
Julia Schafferhofer meinte in der Kleinen Zeitung, dass der „goscherte Ritt durchs nächtliche Wien“ mit gepfefferten Dialogen nebst Komik auch ernste Töne und brennende Themen wie Gerechtigkeit, Zwei-Klassen-Gesellschaft, Macht, Geld und Frauensolidarität beherberge. Am Ende mag man von den Figuren gar nicht Abschied nehmen, sondern möchte wissen, wie es mit ihnen weitergehe.
Auch schreibt sie, dass man solche Figuren man im Fernsehen schon lange nicht mehr erlebt hätte.
Eric Leimann kritisierte auf prisma.de, dass sich diese etwas bemüht auf Kult getrimmte Female-Buddy-Komödie in die Reihe mit großen Wiener Nachtfilmen wie Before Sunrise (1995) und Tatort: Was ist das für eine Welt (2023) nicht einreihen werde. Dazu sei die Story zu dünn, seien die Situationen zu abgeschmackt und auch die Dialoge zur sehr von der Stange. Dafür würden die Darstellerinnen und Darsteller die Geschichte in manchen Szenen zum Glänzen bringen.